# ミケーレ・モレッリ
ミケーレ・モレッリ(イタリア語: Michele Morelli、1792年1月12日 - 1822年9月12日)は、イタリアのイタリア統一運動時代の軍人、革命家、愛国者である。イタリア統一運動の初期にあたるナポリ革命で主導的な役割を果たした。

## 生涯

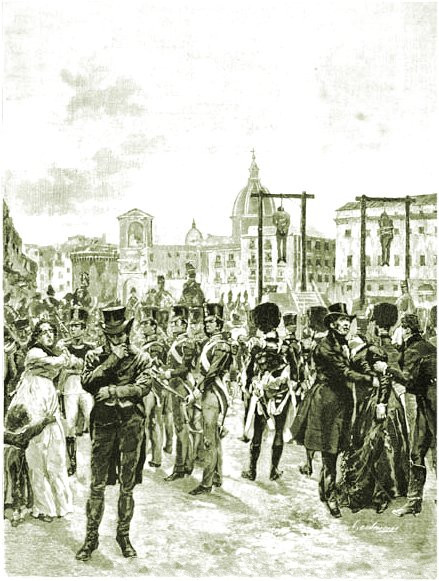
ジュゼッペ・シルヴァティ、ミケーレ・モレッリの絞首刑の様子

### カルボナリ参加まで
父ジュゼッペ・モレッリ(イタリア語: Giuseppe Morelli）はカラブリアの地方監査官を務め、母オルソラ・コンニーティ(イタリア語: Orsola Coniti）は下級貴族の娘であるなど裕福な家に生まれたミケーレ・モレッリは、まずブルボン家が指揮を執るナポリ王国軍で軍人としてのキャリアを開始し、16歳の時はナポリ国王ジョゼフ・ボナパルトに仕えた。ジョアッキーノ1世ことジョアシャン・ミュラの治世下では1812年ロシア戦役に参加して生還し、少尉として将校の地位を得た。
ナポレオン体制崩壊後はブルボン家の統治に戻るとともに両シチリア王国が建国され、モレッリは両シチリア王国軍所属となった。1817年には盗賊討伐において重要な拠点となるノーラの駐屯基地に派遣され、少尉として指揮を執った。その一方でノーラはイタリア南部におけるカルボナリの拠点であり、モレッリはジョアシャン・ミュラに仕えていた経緯からナポリはブルボン家の支配から脱するべきと考えていたことから、早々にカルボナリに入党し指導者へとなっていった。

### ナポリ革命の活躍
1820年7月1日、カルボナリ党員のルイージ・ミニキーニが両シチリア王国軍の騎兵部隊を率いてノーラで決起した（ナポリ革命の始まり）。この時点でカルボナリのノーラ支部の指導者であったモレッリはミニキーニへの協力を決め、ジュゼッペ・シルヴァティなどが含まれる自身の両シチリア王国軍部隊を蜂起に参加させた。蜂起が始まってすぐにミニキーニと合流したモレッリは、7月2日にモンテフォルテ・イルピーノに到着したがそこでは期待していたほど民衆の歓迎や協力、蜂起への参加は募れなかった。その後、最初の目的地であるアヴェッリーノへの移動し目的が君主制の打倒ではなく立憲である事を宣言すると、ある程度の支持を得られた。
7月5日、モレッリはサレルノに入城。グリエルモ・ペペなどとともにナポリを脅かし、フェルディナンド1世に立憲の約束を取り付ける事に成功した。その後設立された革命政府では要職に就く。この時モレッリはブルジョワの支援が欠かせないという信念を持っていたが、一方でナポリ革命の発端であるミニキーニは民衆の支持を得る事を優先していた。二人は意見を対立させ、結果的にはモレッリが有力者の支持を得て革命政府の主導権を握った。同時期にはシチリア島でシチリア革命も発生していたが、モレッリはこれに協力せずシチリア島が独立しないよう分離主義者を弾圧することを決めている。

### 敗北・逃亡・処刑

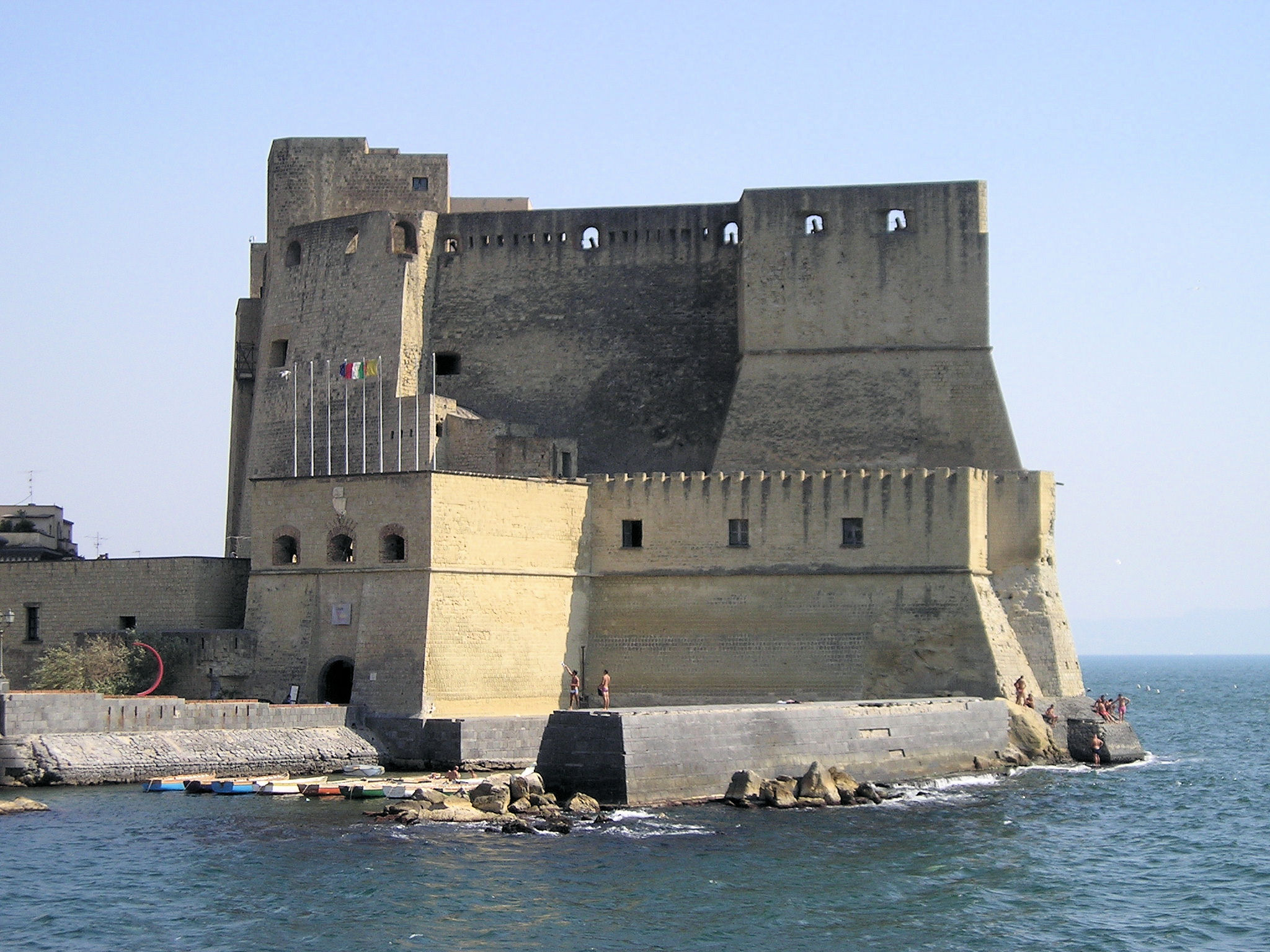
ジュゼッペ・シルヴァティと再会した卵城

しかし数ヶ月後、神聖同盟諸国による会合がリュブリャナで開かれ、革命政府を裏切ったフェルディナンド1世の要請により両シチリア王国で憲法を宣言した革命勢力に対し武力介入が決まった。結果、オーストリア帝国軍5万人が現地に派遣された。モレッリは徹底抗戦の姿勢を鮮明にしてグリエルモ・ペペを指揮官にリエーティ・アントロドーコの戦いを挑んだが敗北。モレッリはジュゼッペ・シルヴァティなどとともに逃亡を余儀なくされまずアルバニアを目指した。
アルバニアを目指したものの嵐に巻き込まれた結果到着したのはボスニアであり、ここでモレッリとシルヴァティは別れた。そしてそこで数か月過ごした後は逃亡者として密かにイタリアに戻っていたが、アブルッツォの山岳部に隠れていた時に強盗に襲われ、助けを求めた結果憲兵に捕縛された。1822年8月11日には卵城の地下牢に収監され、そこで数日前に捕まっていたシルヴァティと再会している。その後裁判が実施され、二人は暴動を扇動した罪で死刑判決を受ける。
1822年9月12日、モレッリはシルヴァティとともに公開絞首刑に処された。享年30歳であり、ナポリ革命の指導者として処刑された人物の中でもシルヴァティとともに最も若かった。